# Sphingonaepiopsis nanum
Sphingonaepiopsis nanum är en fjärilsart som beskrevs av Jean Baptiste Boisduval 1847. Sphingonaepiopsis nanum ingår i släktet Sphingonaepiopsis och familjen svärmare. Inga underarter finns listade i Catalogue of Life.